# حارة وادي القصر (أزال)

تعديل مصدري - تعديل

حارة وادي القصر هي إحدى حارات حي أزال بمديرية أزال في مدينة صنعاء، بلغ تعداد سكانها 4576 نسمة حسب تعداد اليمن لعام 2004.